# 法兴寺 (密云区)
法兴寺，位于北京市密云县西田各庄镇卸甲山山腰，是一座汉传佛教寺院。

## 简介
法兴寺始建于北宋，由一位修行老僧修建。明清时期，法兴寺多次修复，现存的围墻、主殿均为明清时期修复而成。文化大革命期间，法兴寺被毁，此后仅余寺址周围的几座零散小庙。法兴寺内现存有石碑，记述了该寺历史及明清时期修复法兴寺的出资者姓名。
西田各庄镇政府招商引资，和北京天生祥旅游开发公司签约修复法兴寺。2009年，法兴寺开工修复，同年一期工程完工。修复工程由北京天生祥旅游开发公司承建。由于无法找到当年法兴寺的建筑图纸或照片，故此次法兴寺重修参考了北宋时期寺院建筑样式及其他庙宇的史料。修复后的法兴寺占地面积大约600亩，主要建筑有大罗宝殿、三祖庙、玉皇庙、娘娘庙、真武殿、灵官殿等等，其中一期工程完成了大罗宝殿、三祖庙、娘娘庙、玉皇庙以及庙间300米长廊的建设。随后，法兴寺获密云县民族事务委员会颁发宗教活动场所登记证，正式恢复为宗教活动场所。
西田各庄镇政府在修复后的法兴寺周边，将建一旅游度假村，政府计划将该寺打造为北京郊区的名寺，周边形成旅游度假产业。
2012年，为响应国家宗教局、北京市宗教局的号召，在“宗教慈善周”活动期间，法兴寺的住持释亲证率领四众弟子携日用品及慰问品到密云县鼓楼街道社会福利中心慰问。

## 历任住持
- 释亲证（2009年-）